# Patriot League
A Patriot League (Liga Patriota) é uma conferência desportiva da NCAA de dez universidades privadas do nordeste dos Estados Unidos, fundada em 1986 .

## Membros

### Membros Atuais
- American University
- United States Military Academy (Army)
- Universidade de Boston
- Universidade Bucknell
- Colgate University
- College of the Holy Cross
- Lafayette College
- Universidade Lehigh
- Loyola University Maryland
- United States Naval Academy (Navy).

### Membros associados
- Universidade Fordham - futebol americano
- Universidade de Georgetown - futebol americano, Remo feminino
- MIT - Remo feminino
- Universidade de Richmond - Golfe feminino